# Llista de tipus de pa
Aquest aliment rep apel·latius molt diferents segons la forma, el mode, el pes, etc., i segons també les diferents localitats dels diferents països.
- Baguet:
- Biscota:
- Brètzel:
- Fogassa:
- Llonguet:
- Pa de motlle:
- Pa àzim:
- Pa blanc, pa bell o pa de la blanqueta:
- Pa bregat, pa candial, pa de molla dura o pa espanyol:
- Pa de barra:
- Pa de cantells, pa de cantons, pa de crostons o pa de tres corns:
- Pa de cereals:
- Pa de flama o pa de molla tova:
- Pa de gluten:
- Pa de granyons:
- Pa de màquina:
- Pa de nous pa amb nou trinxades en el seu interior
- Pa de pagès:
- Pa de règim: pa al qual s'afegeix, amb finalitats terapèutiques, algun nou component, o bé n'elimina algun dels que hi són habituals.
- Pa de Sant Jordi: pa farcit amb sobrassada formant les quatre barres.
- Pa de segó:
- Pa de sègol:
- Pa de Viena:
- Pa d'espècies: pa fet amb farina de blat o sègol,[1] mel i espècies, emprat com a vehicle medicamentós.
- Pa dextrinat: pa que ha estat sotmès a una torrefacció molt lenta i que ha quedat totalment deshidratat.
- Pa integral, pa morè o pa negre:
- Pa rodó
- Pa sense sal:
- Panet:
- Simit o Koulouri: Pa circular de Grècia o Turquia amb sèsam.
- Xapata:
- Pa de ronyó o pa petit